# Camarada Arenas
Manuel Pérez Martínez (Melilla, 1944), más conocido por el alias de Camarada Arenas, es un miembro histórico de la banda terrorista española GRAPO. Detenido y encarcelado en varias ocasiones, fue condenado a prisión por varios delitos de terrorismo, al ser considerado miembro de la Comisión Política de los GRAPO y líder de su brazo político, el Partido Comunista de España (reconstituido).

## Biografía
Manuel Pérez Martínez nació en Melilla en 1944, en el seno de una familia de clase obrera. Hijo de un albañil español que trabajaba en el protectorado marroquí, era el tercero de doce hermanos. Tras la independencia de Marruecos la familia se trasladó a España, instalándose en el Pozo del Tío Raimundo, un barrio obrero situado en el extrarradio de Madrid. 
Comenzó su militancia política en la década de 1960, lo que le llevaría por primera vez a la cárcel. Tras su salida de prisión, se incorporó a la Organización de Marxistas-Leninistas de España (OMLE), disidente de la línea eurocomunista del PCE de Santiago Carrillo. A comienzos de la década de 1970, convertido ya en el líder del núcleo madrileño de la OMLE, se hizo con el control de toda la organización.
El 8 de junio de 1975 participó en el I Congreso Reconstituyente del que surgiría el PCE(r). En este congreso es elegido como secretario general. Se le acusó de ser miembro de los Grupos de Resistencia Antifascista Primero de Octubre (GRAPO). Acusado de no impedir atentados del GRAPO, él declaró que "no tenía nada que ver con la utilización de la lucha armada", ni vinculación orgánica al GRAPO. No obstante, según declararía su correligionario Fernando Silva Sande en sede judicial, era Pérez Martínez el que señalaba «qué se hacía, cómo y cuándo [...] Él era el responsable máximo, la palabra final siempre le correspondía a él en una organización piramidal como la nuestra».
Sus actividades con el GRAPO terminaron con su arresto en varias ocasiones. Ya estuvo en prisión desde 1977 a 1984 y volvió a ser encarcelado en el año 2000, cuando fue detenido otra vez en París, junto a otros miembros del PCE(r) y los GRAPO. Se considera a sí mismo un preso político, al igual que todos los miembros del PCE(r) que se encuentran en su misma situación. En 2009 fue condenado por el Tribunal Supremo a siete años de cárcel por el secuestro y desaparición de Publio Cordón, sentencia confirmada por el Tribunal Europeo de Derechos Humanos. En 2012 la Audiencia Nacional lo condenó a diecisiete años de cárcel junto con Fernando Silva Sande y María Victoria Gómez Méndez por un delito de «estragos terroristas», al ser considerados culpables de la colocación de una bomba en una empresa de trabajo temporal de Madrid en 1998.
En marzo de 2025 fue puesto en libertad por la Audiencia Nacional tras aceptar el tribunal que se computase el tiempo que Pérez Martínez pasó recluso en Francia antes de ser extraditado a España en 2006.